# Orang asli

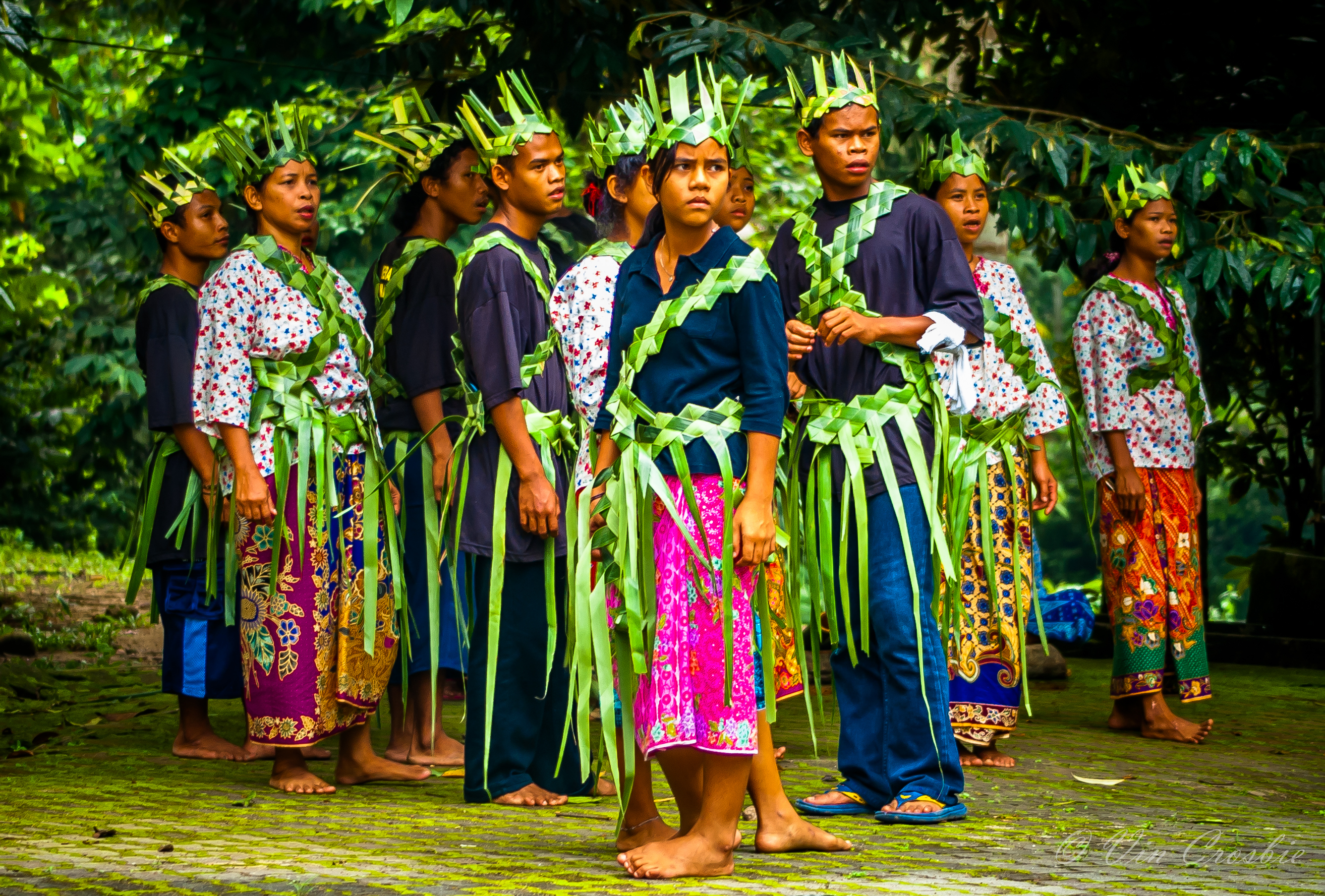
Orang Asli en la provincia de Selangor, Malasi en julio de 2006.

Los orang asli ("aborigen" en español) es un término usado para algunos grupos indígenas que se encuentran en la península malaya. Se dividen en tres grupos principales: semang, senoi y protomalayo. Los orang asli se dividen en 18 subgrupos étnicos de acuerdo con sus idiomas y costumbres. Los Semang se encuentran generalmente en la región norte de la península, el senois en la región central y el protomalayo en la región sur. 

## Historia
Los grupos tribales en Malasia se mantuvieron nativos hasta que los primeros comerciantes de India llegaron en el primer milenio. Los Orang Asli vivían de los productos naturales como las resinas, la madera, el incienso y la sal, asimismo elaboraban telas y herramientas de hierro. El aumento de los grupos malayos que coincidió con el comercio de esclavos Orang Asli, obligó al grupo a retirarse hacia el interior para evitar el contacto con los extranjeros. La llegada de los colonizadores británicos provocó cambios en el modo de vida de los Orang Asli. Ellos fueron el blanco de los misioneros cristianos y también fueron sujetos de investigación antropológica.
Durante la Emergencia de Malaya de 1948 a 1960, los orang asli fueron un componente vital de la seguridad nacional y con su ayuda, el ejército malayo fue capaz de derrotar a los insurgentes. Dos iniciativas administrativas fueron introducidas para destacar la importancia de ellos y para proteger su identidad. Una de las iniciativas fue la creación del Departamento de los aborígenes en 1950 y, otra, la promulgación de la Ordenanza de los Pueblos Aborígenes en 1954.
Después de la independencia, el desarrollo de los Orang Asli se convirtió en un objetivo primordial para el gobierno malayo, ya que éste adoptó una política en 1961 para integrarlos a la sociedad en general de Malasia.